# Agrochola gratiosa
Agrochola gratiosa là một loài bướm đêm trong họ Noctuidae.